# 森掛川インターチェンジ

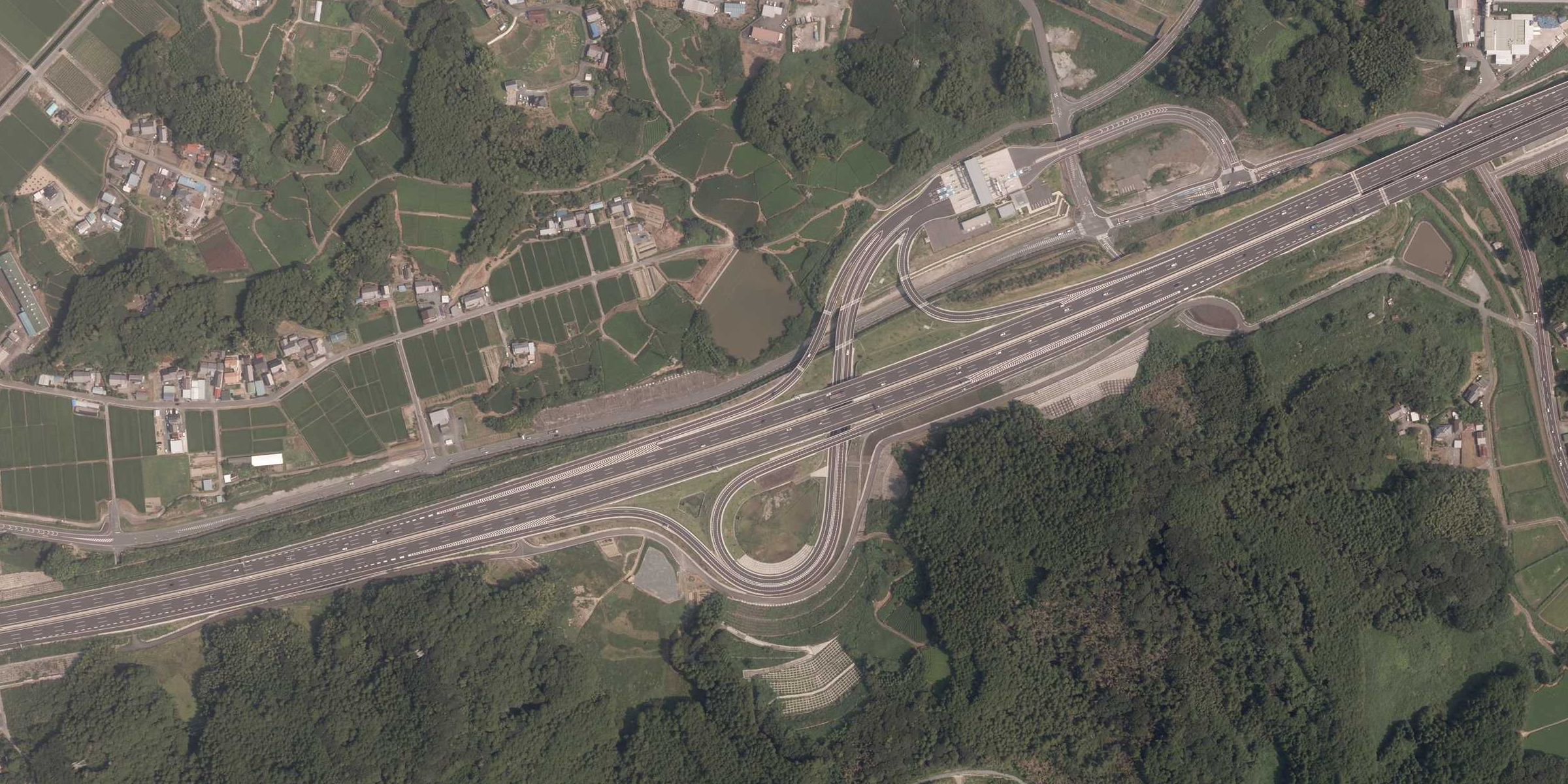

森掛川インターチェンジ（もりかけがわインターチェンジ）は、静岡県周智郡森町睦実（むつみ）にある新東名高速道路のインターチェンジ (IC) である。
2017年（平成29年）11月1日より、新静岡ICから当ICまでの約50 kmが制限速度110 km/hの試行区間となり、2019年（平成31年）3月1日に120 km/hに引き上げられた。

## 歴史
- 2011年（平成23年）8月26日：当ICの名称が「森掛川IC」で正式決定[2][3]。
- 2012年（平成24年）4月14日：御殿場JCT - 三ヶ日JCT間開通に伴い、供用開始[4]。

## 周辺
- 葛城ゴルフ倶楽部
- 加茂荘花鳥園（旧・加茂花菖蒲園）
- 天竜浜名湖鉄道・天浜線 原田駅
- ピアゴ 森店
- 掛川グリーンヒルカントリークラブ

## 接続する道路
- 直接接続
  - 静岡県道40号掛川天竜線

## 料金所
- ブース数：7

### 入口
- ブース数：3
  - ETC専用：1
  - ETC/一般：1
  - 一般：1

### 出口
- ブース数：4
  - ETC専用：2
  - ETC/一般（精算機）：1
  - 一般（精算機）：1

## 隣
E1A 新東名高速道路
(12) 島田金谷IC - 掛川PA - (13) 森掛川IC - (13-1) 遠州森町PA/SIC - (13-2) 新磐田SIC - (14) 浜松浜北IC